# 箱根湯河原温泉交番
『箱根湯河原温泉交番』（はこねゆがわらおんせんこうばん）は、2003年から2005年まで日本テレビ系「火曜サスペンス劇場」で放送されたテレビドラマシリーズ。全4回。主演は船越英一郎。

## キャスト

### 主人公と家族
堤梅太郎
演 - 船越英一郎
湯河原温泉交番の駐在（階級は巡査）。亡父の後を継いで警察官となる。愛称は「梅ちゃん」。
堤鈴子
演 - 榊原郁恵
梅太郎の妻。
堤さち
演 - 五月みどり
梅太郎の母。踊りの師匠。
清家保
演 - 梅宮辰夫
鈴子の父。釣り舟屋を経営。
堤雄一
演 - 村瀬継太
梅太郎と鈴子の息子。
堤吉彦
演 - 毒蝮三太夫
梅太郎の父。湯河原温泉交番の元巡査。鈴子が嫁いで来てから5年後に死去。

### その他
岡林芳郎
演 - 六平直政
小田原西警察署の刑事。
豆奴
演 - 中野良子（第1作・第2作）
芸者。
沼田善一
演 - 大竹まこと（第1作）→河原さぶ（第2作 - 第4作）
射的屋の店主。
沼田勝子
演 - 川俣しのぶ
善一の妻。
成願寺の住職
演 - 神山繁（第1作・第2作・第4作）
通称「御前様」。
新藤克哉
演 - 井手らっきょ（第1作・第2作）
消防団団長。
久保井正志
演 - 工藤光一郎（第2作・第4作）
消防団員。
南雲
演 - 南雲勝郎
岡林の部下。
レポーター
演 - 藤井恒久

### ゲスト
第1作「義経の涙」（2003年）
- 芸者 - 雨宮早苗、春山ちえり
- 大根農家 - 小野敦子
- 観光客 - 恩田恵美子、松美里杷、上村依子
- 丹下均（刃物屋・武雄の元弟子） - 京本政樹
- 藤原貞夫（刀鍛冶師・武雄の息子・梅太郎の親友） - 松村雄基
- 平泉友美（古美術修復師・治郎の娘） - 石野真子
- 藤原武雄（刀鍛冶師・源氏の末裔） - 長門裕之
- 平泉治郎（医師・通称「赤ひげ先生」・平家の末裔） - 田村高廣
- 藤田哲也、岡田直也

第2作「夫婦椿の涙」（2004年）
- 芸者 - 河野麻子、野田智子
- 観光客 - 青木和代、松田真知子
- 仲居 - 下村恵理
- 今出川龍之介（小説家） - 筒井康隆
- 柏原華子（柏原と貞江の娘・10年前に関根と駆け落ち） - 荻野目慶子
- 小林悟（老舗旅館「椿屋」番頭） - 坂上忍
- 関根亮介（板前） - 宍戸開
- 西山修二（陶芸家） - 井川比佐志
- 柏原貞江（老舗旅館「椿屋」女将・柏原の妻） - 星由里子
- 柏原泰三（老舗旅館「椿屋」主人） - 宍戸錠

第3作「芸妓の涙」（2005年）
- 宴会の酔客 - 斉藤暁
- 真島ゆかり（芸者） - 猫背椿
- 山岡茂（おでん屋） - 不破万作
- 小山良明（日本舞踊「双葉流」家元・15年前死亡） - 中丸新将
- 島崎完二（宴会の客） - 須永慶
- 宴会の客 - 久保晶
- 太田陽子の母 - 神田時枝
- 堀尾由美子（堀尾の娘） - 野村涼乃
- 堀尾進（屋台のおでん屋） - 柳沢慎吾
- 太田陽子（芸者） - 一色彩子
- 坂井新子（置屋「三加見」芸者・記憶喪失） - 大場久美子
- 小山千秋（小山の妻） - 仁科亜季子
- 奥村弥生（置屋「三加見」女将） - 栗原小巻

第4作「天神様の涙」（2005年）
- 金井（俊子の高校の同級生） - 永堀剛敏
- 白砂信用金庫熱海支店 支店長 - 佐藤二朗
- OL - 久保麻衣子
- 谷口（OL） - こだまこずえ
- 中井幸子（和菓子屋「天神屋」主人） - 吉本多香美
- 増岡俊子（修司と初恵の娘） - 国分佐智子（高校生時：向野澪）
- 高桑宗一（信金職員・幸子の幼馴染・俊子の婚約者） - 大浦龍宇一
- 中井重雄（幸子の父・15年前死亡） - 黒部進
- 増岡修司（和菓子屋「小梅堂」主人） - 谷啓
- 増岡初恵（修司の妻） - 小川眞由美
- 伹川衛治、花井美代子、秦亜梨沙、糸田広光、須藤健太郎

## スタッフ
- 脚本 - 酒井直行、野口ゆかり、川村昌子、今井詔二、篠田富雄
- 監督 - 武田幹治、淡野健、相沢淳
- ロケ協力 - 湯河原町役場、湯河原温泉観光協会
- 音楽 - 大谷和夫
- 企画 - 酒井浩至
- チーフプロデューサー - 梅原幹（第1作 - 第3作）
- プロデューサー - 前田伸一郎、小泉守、高橋直治（第2作 - 第4作）
- 制作協力 - トータルメディアコミュニケーション
- 制作著作 - 日本テレビ

## 放送日程
| 話数 | 放送日         | サブタイトル | 脚本                | 監督     |
| ---- | -------------- | ------------ | ------------------- | -------- |
| 1    | 2003年11月11日 | 義経の涙     | 酒井直行 野口ゆかり | 武田幹治 |
| 2    | 2004年07月27日 | 夫婦椿の涙   | 川村昌子            | 淡野健   |
| 3    | 2005年01月25日 | 芸妓の涙     | 今井詔二 川村昌子   | 淡野健   |
| 4    | 4月26日        | 天神様の涙   | 篠田富雄            | 相沢淳   |